# 輔助握把
輔助握把可分為較常見的前握把（英語：Foregrip）和後握把（英語：Reargrip）。主要用於机枪、自动步枪、突击步枪、狙擊步槍和冲锋枪。
前握把是將握把設置在槍支前面，以提高準確度及穩定性，同時能夠避免被槍管射擊時的熱量所燒傷的裝備。大部份槍械中前握把一般安裝在護木下方，採用固定式或摺疊式設計。垂直前握把還可以使後座力更容易在槍械上橫向運動，因為它是一種比傳統的護木更穩固的固定點。這是用來穩定射擊和減少後座力的影響，理論上在全自動模式時的火力更精確。近代的步槍更可通過導軌整合系統（例如皮卡汀尼導軌）加裝可拆式前握把。
而後握把則是握在槍支後面，以分散更多的後座力。大部份槍械中後握把是固定於槍托附近。

## 圖片

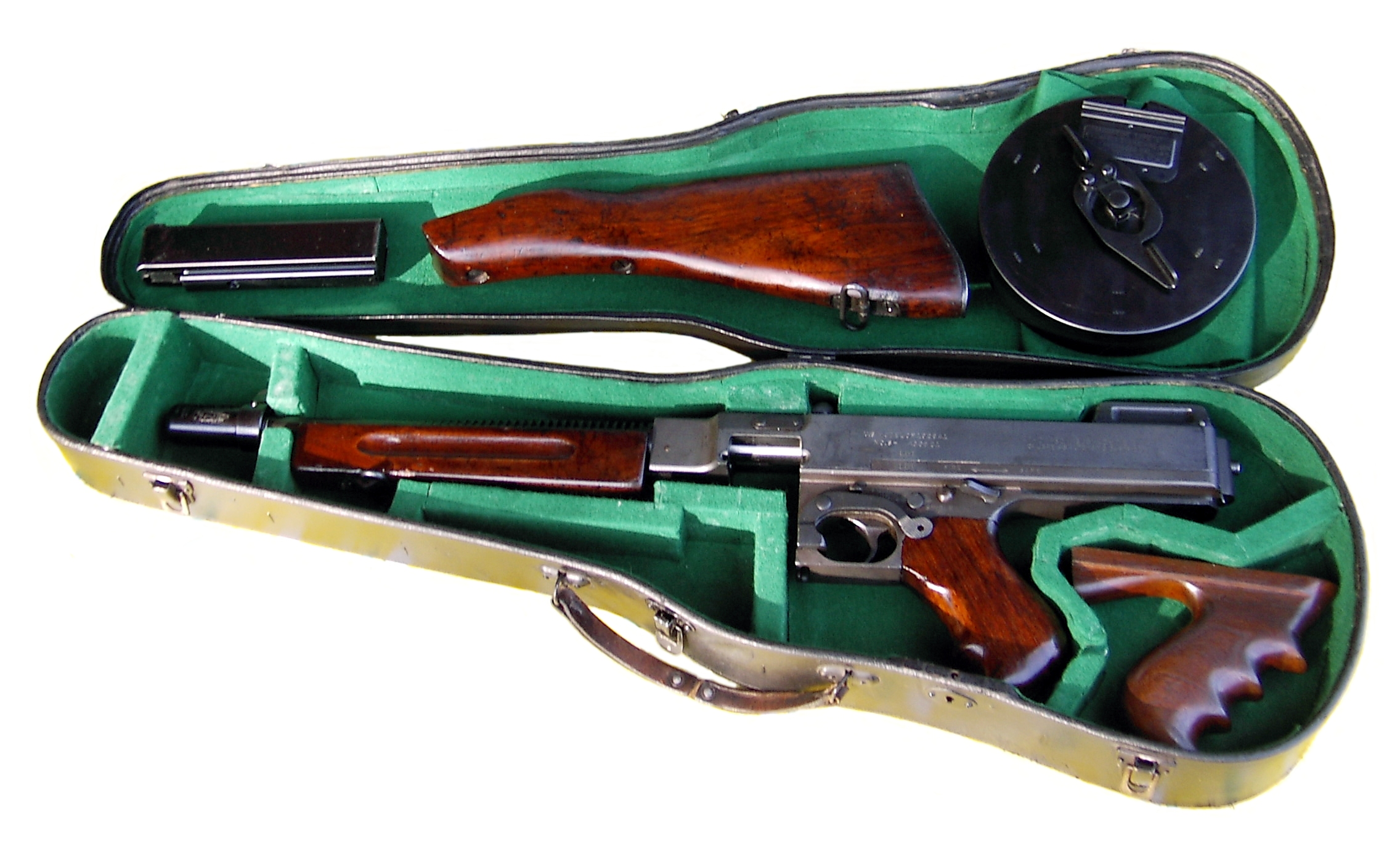
收藏於小提琴盒的M1928A1及其前握把。
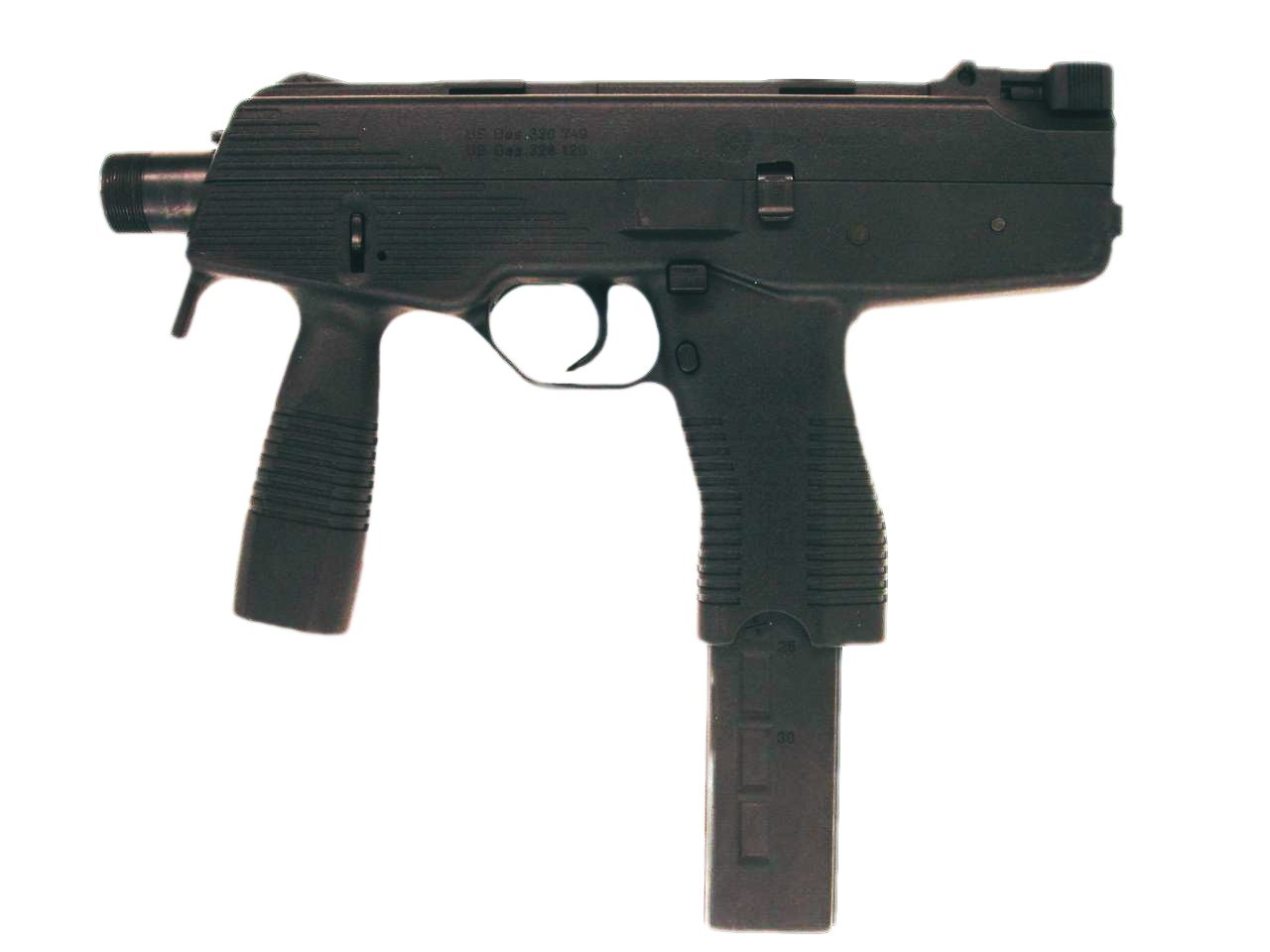
設計時已經有前握把的斯泰爾TMP。固定式設計前握把亦是其標準裝備之一。
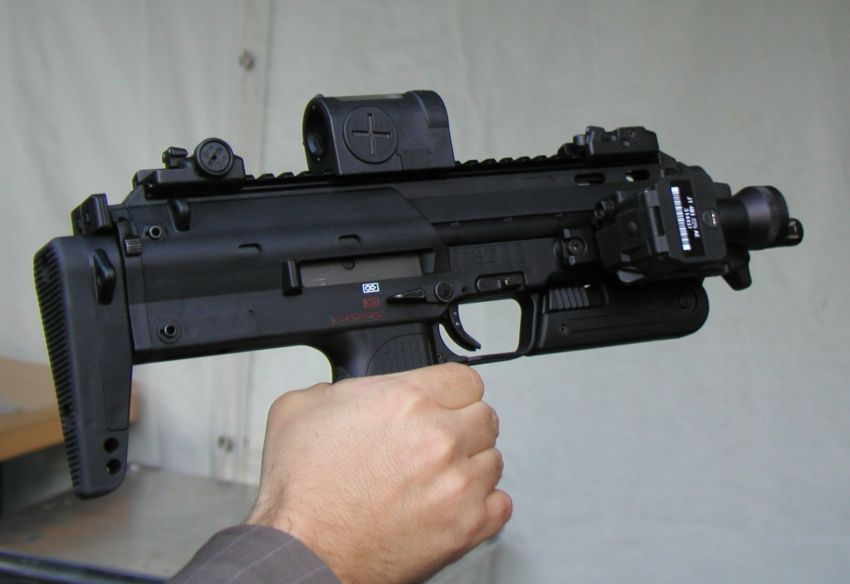
設計時已經有摺疊式設計前握把的HK MP7A1。
Steyr AUG A1亦預設前握把。
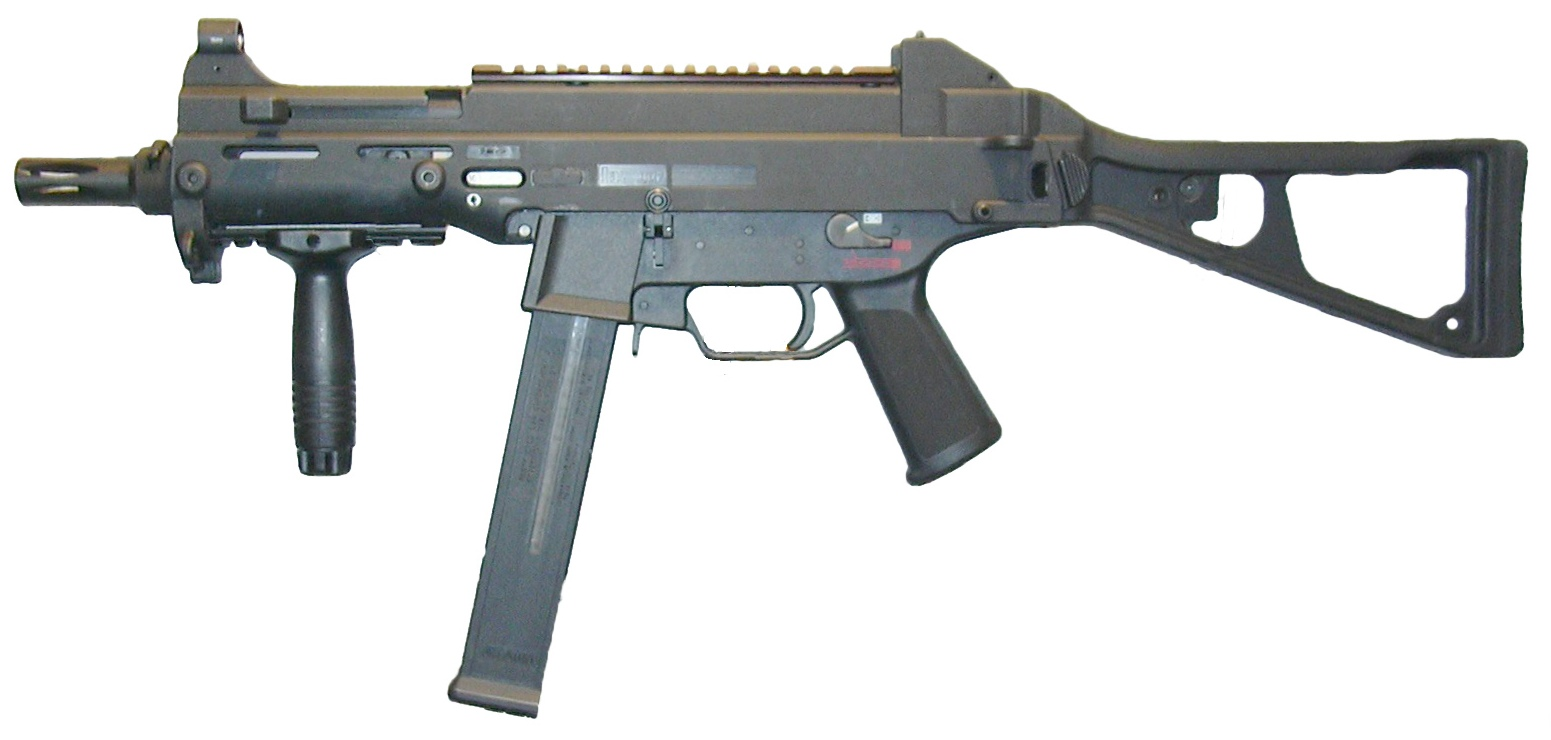
利用MIL-STD-1913戰術導軌裝上可拆式前握把的HK UMP45。
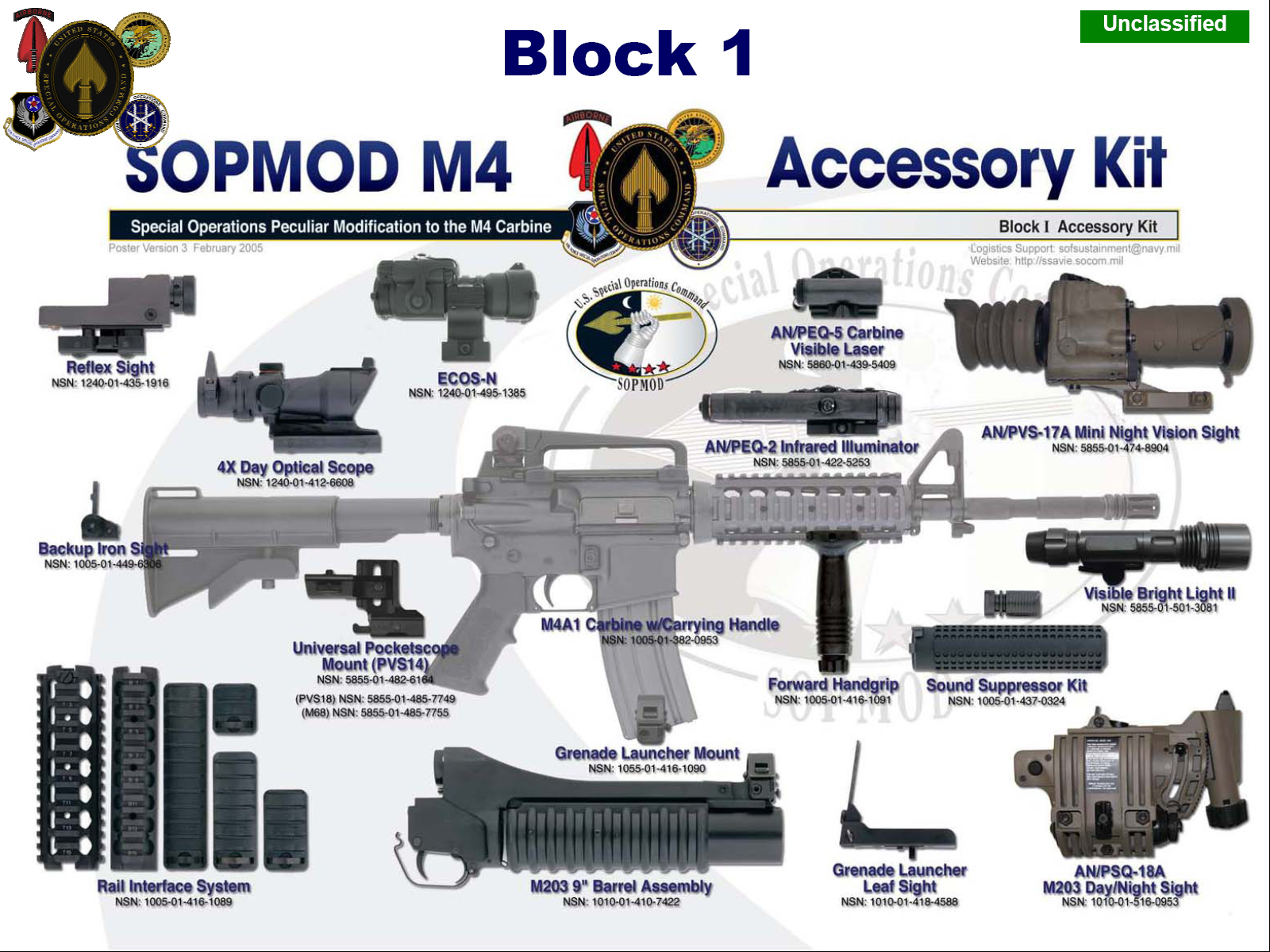
在SOPMOD Block I之中亦有前握把。
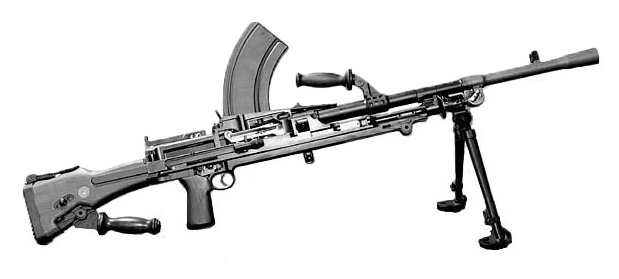
後期型布倫輕機槍，注意其後握把。
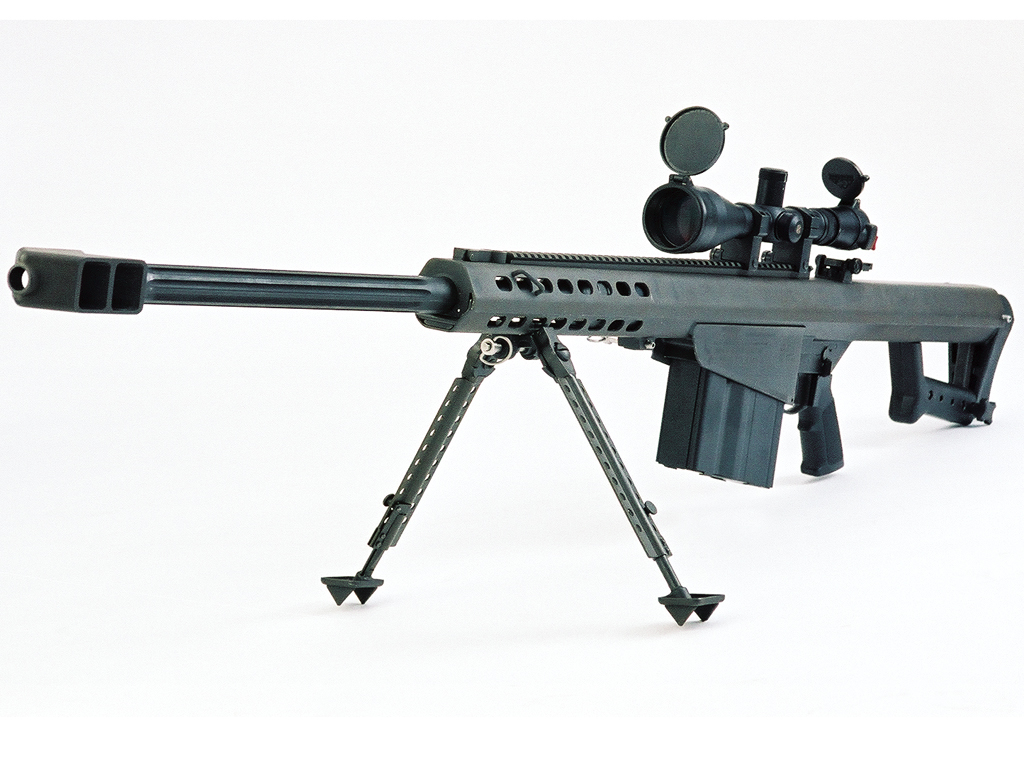
巴雷特M107，其後握把是加大出來的。